# Some Kind of Trouble
Some Kind of Trouble ist das dritte Studioalbum des englischen Singer-Songwriters James Blunt. Es wurde in den British Grove Studios und den Northern Sky Studios in London aufgenommen und am 5. November 2010 in Deutschland und am 8. November 2010 in  Großbritannien veröffentlicht. 
Als erste Singleauskopplung des Albums erschien bereits am 25. Oktober 2010 Stay the Night. Im Januar 2011 folgte So Far Gone, allerdings nur in Großbritannien. Als weitere Auskopplung folgte im April 2011 If Time Is All I Have.

## Hintergrund
Das Album ist zusätzlich in einer Limited Edition erschienen; diese enthält neben den 12 Stücken der normalen Version auch das Making-of zum Musikvideo von Stay the Night sowie eine Fotoserie und eine Lithografie des Albumcovers, das ein Kind zeigt, wie es hochgeworfen wird. Es handelt sich um die Tochter des YouTube-Künstlers Shay Carl.
In einem Interview mit der dpa sagt Blunt über das Album: „Meine Musik war früher langsamer und reflektierter, jetzt ist sie energiegeladener. Wir haben uns naiv und unschuldig gefühlt, wie damals in den 1980ern, als wir glaubten, alles machen zu können.“

## Rezeption
Hannes Wesselkämper von laut.de vergibt einen von fünf Sternen und findet, dass die Angst [bei diesem Album] etwas falsch zu machen [...] beinahe greifbar sei. Die Musik müsse so unaufdringlich sein, dass man sie zum Bügeln im Hintergrund dudeln lassen könne und dabei nichts Relevantes verpasse. Den Schlagzeuger könnte man nur auf langsam oder schnell stellen und die Gitarre klänge ungefähr so rockig wie ein neunjähriges Pink-Double bei der Mini Playback Show.
Ina Simone Mautz von plattentests.de überschreibt ihre Kritik mit „Öde Oden“ und vergibt vier von zehn Punkten. Sie schreibt, dass Stücke wie Dangerous mit seinem stupiden Beat und diesem seltsamen Hauch von R&B, I’ll Be Your Man mit bemüht lässigem Geklatsche […] oder der unangenehm transpirierende Bombast-Rock von So far gone reichlich deplatziert wirkten.

## Titelliste
1. Stay the Night – 3:34 – James Blunt; S. Robson; R. Tedder; B. Marley
2. Dangerous – 3:11 – James Blunt; S. Robson
3. Best Laid Plans – 3:29 – James Blunt; W. Hector
4. So Far Gone – 3:34 – James Blunt; S. Robson; R. Tedder
5. No Tears – 3:49 – James Blunt; W. Hector; S. Robson
6. Superstar – 3:48 – James Blunt; G. Kurstin
7. These are the Words – 3:22 – James Blunt; W. Hector; S. Robson
8. Calling Out Your Name – 3:23 – James Blunt; W. Hector; S. Robson
9. Heart of Gold – 3:30 – James Blunt; S. Robson
10. I’ll Be Your Man – 3:36 – James Blunt; K. Griffin
11. If Time Is all I Have – 3:36 – James Blunt; E. White
12. Empty Track
13. Turn Me On – 2:31 – James Blunt; E. White